# Feilitzsch
Feilitzsch je obec v německé spolkové zemi Bavorsko, v zemském okrese Hof. Leží šest kilometrů severně od Hofu na spolkové silnici 72 a 93. Je na trojmezí, které označuje Drei-Freistaaten-Stein. Žije zde přibližně 2 700 obyvatel.

## Geografie

### Místní části
Obec je oficiálně rozdělena na devět částí.
| - Feilitzsch - Forst/Ziegelhütte - Münchenreuth - Rankshaus - Schafhübel | - Schollenreuth - Unterhartmannsreuth - Zedtwitz |

## Historie
Nejstarší osídlení území obce je nálezy doloženo v období neolitu.
V letech 1973 až 2006 byla místní železniční stanice uzavřena pro přepravu osob.

## Demografie
| 1970 | 1987 | 2000 | 2011 |
| ---- | ---- | ---- | ---- |
| 2328 | 2307 | 2807 | 2847 |

## Vzdělávaní
Od roku 1999 funguje v obci základní škola.